# トム・クラウス
トム・クラウス（Tom Krauss ドイツ語: Tom Krauß, 2001年6月22日 - ）は、ドイツ・ザクセン州ライプツィヒ出身のサッカー選手。ポジションはMF。

## クラブ経歴
2011年に地元のFCザクセン・ライプツィヒのユースアカデミーに入団するも、同チームは2010-11シーズン限りで解散したために、同年にRBライプツィヒのユースアカデミーに入団。ユースリーグで実績を積み、2018-19シーズンはU-19リーグで25試合8得点を記録し、2019年7月にプロ契約を締結しトップチームに昇格。2019-20シーズンはU-19リーグで12試合3得点を記録し、2020年6月2日に2025年までの契約に合意。6月27日のFCアウクスブルク戦で、後半42分にタイラー・アダムスとの交代出場でプロデビューを果たした。
2020年8月5日、1.FCニュルンベルクへの2年間のローン移籍が発表された。
2022年6月10日、シャルケ04へのローン移籍が発表された。

## 代表歴
プロデビュー前の2016年から、各ユース世代のドイツ代表に選出されている。